# Могильовска област
Могильовска област (на беларуски: Магілёўская во́бласць) е една от 6-те области на Беларус. Площ 29 068 km² (5-о място по големина в Беларус, 14% от нейната площ). Население на 1 януари 2019 г. 1 052 877 души (5-о място по население в Беларус, 11,11% от нейното население). Административен център – град Могильов. Разстояние от Минск до Могильов – 240 km.

## История
От всичките 17 града на Могильовска област 9 са признати за такива преди установяването на съветска власт през 1917 г.
- 1526 г. – Могильов (първи исторически сведения от 1267 г.)
- 1604 г. – Чериков (вторично утвърден за град през 1773 г.)
- 1773 г. – Бихов и Шклов (вторично признат за град през 1925 г.)
- 1777 г. – Климовичи, Мстиславъл (първи исторически сведения има в Ипатиевската летопис от 1156 г.) и Чауси
- 1795 г. – Бобруйск
- 1861 г. – Горки

По време на съветската власт 4 селища са признати за градове: Кричев (1932 г.), Осиповичи (1935 г.), Костюковичи (1938 г.) и Славгород (1945 г.), а след признаването на независимостта на Беларус през 1991 г. за градове са утвърдени още 4 селища: Кличев (2000 г.), Кировск (2001 г.), Белиничи и Круглое (през 2016 г.).
Могильовска област е образувана на 15 януари 1938 г. През 1944 г. Березински район е предаден на Минска област, а няколко района – към новосформираната Бобруйска област, която през 1954 е закрита и тези райони отново са върнати в състава на Могильовска област, като по този начин окончателно се оформят сегашните граници на областта.

## Географска характеристика
Могильовска област е разположена източната част на Беларус. На изток граничи със Смоленска и Брянска област на Русия, на юг – с Гомелска област, на запад и северозапад – с Минска област и на север – с Витебска област. В тези си граници заема площ от 29 068 km² (5-о място по големина в Беларус, 14% от нейната площ). Дължина от запад на изток – 300 km, ширина от север на юг – 135 km.
Релефът на областта е предимно равнинен с височина 150 – 200 m. Северните части са заети от Оршанско-Могильовската издигната равнина, изградена от льосовидни наслаги, а на югозапад се простира Централноберезинската равнина, изградена от ледникови наноси и ниски моренни хълмове. В североизточната част на областта навлизат крайните югозападни разклонения на Смоленското възвишение и тук се намира максималната височина на областта – 229 m (54°05′07″ с. ш. 31°17′17″ и. д. / 54.085278° с. ш. 31.288056° и. д.), на север от село Реместава в Мстиславски район.
Климатът е умерено континентален с мека зима. Средна януарска температура от -6,6 °С на югозапад до -8,2 °С на североизток, а средна юлска съответно 17,8 °С и 18 °С. Годишната сума на валежите се колебае от 550 до 650 mm, като 2/3 от тях падат през топлия сезон. Продължителността на вегетационния период (минимална денонощна температура 5 °С) е от 183 денонощия на север до 193 денонощия на юг.
Цялата територия на Могильовска област попада във водосборния басейн на река Днепър, която пресича областта от север на юг на протежение от 202 km и я разделя почти наполовина. Основните притоци на Днепър са Сож (с притоците си Остьор, Проня и Бесед) и Березина (с притоците си Свислоч и Друт. В крайната югозападна част протича участък от река Птич (ляв приток на Припят, десен приток на Днепър). Най-големите езера в областта са Вигода, Черно, Неропля и др.
Почвите в Оршанско-Могильовската равнина са ливадно-подзолисти, а в Централноберезинската равнина – пак ливадно-подзолисти, но с повече пясъчни примеси и частично торфено-блатни. Горите покриват 31% от територията на областта, като най-големите горски масиви са разположени на юг и югозапад, в Кличевски, Осиповички, Глуски и Белинички райони. Преобладават иглолистните гори (66%, бор, смърч), а широколистните гори заемат 28,6%, съставени основно от бреза, осика и елша. Растат също дъб, ясен и клен, а на юг – габър. Блатата са предимно от низинен тип и заемат около 7% от територията на областта. Животинският свят е представен от лисица, белка, норка, пор, заек, язовец, които са със стопанско значение, в горите обитават лос, сърна, дива свиня, вълк, рис и др., а край водоемите – видра, норка, енотовидно куче и др. Има около 200 вида птици (тетерев, глухар, дива патица и др., а реките и водоемите са богати на различни видове риби.

## Население
На 1 януари 2019 г. населението на Могильовска област област е наброявало 1 052 877 души (11,11% от населението на Беларус). Гъстота 36,22 души/km². Градско население 80,9%. Етнически състав: беларуси 88,7%, руснаци 7,85%, украинци 1,19%, поляци 0,16%, евреи 0,13% и др.

## Административно-териториално деление
В административно-териториално отношение Могильовска област се дели на 2 областни градски окръга, 21 административни района, 17 града, в т.ч. 2 града с областно подчинение и 15 града с районно подчинение, 6 селища от градски тип и 2 градски района в град Могильов.
| Административна единица | Площ (km²) | Население (2017 г.) | Административен център | Население (2017 г.) | Разстояние до Могильов (в km) | Други градове и сгт с районно подчинение |
| ----------------------- | ---------- | ------------------- | ---------------------- | ------------------- | ----------------------------- | ---------------------------------------- |
| Областен градски окръг  |            |                     |                        |                     |                               |                                          |
| 1. Бобруйск             | 96         | 216 793             | гр. Бобруйск           | 216 793             | 110                           |                                          |
| 2. Могильов             | 119        | 383 313             | гр. Могильов           | 383 313             | -                             |                                          |
| Административен район   |            |                     |                        |                     |                               |                                          |
| 1. Белинички            | 1420       | 18 044              | сгр. Белиничи          | 9769                | 44                            |                                          |
| 2. Биховски             | 2263       | 28 611              | гр. Бихов              | 17 161              | 51                            |                                          |
| 3. Бобруйски            | 1593       | 16 254              | гр. Бобруйск           |                     | 110                           |                                          |
| 4. Глуски               | 1335       | 13 067              | сгт Глуск              | 7063                | 170                           |                                          |
| 5. Горкиевски           | 1284       | 45 856              | гр. Горки              | 34 332              | 86                            |                                          |
| 6. Дрибински            | 767        | 9397                | сгт Дрибин             | 2888                | 68                            |                                          |
| 7. Кировски             | 1295       | 18 694              | гр. Кировск            | 8590                | 87                            |                                          |
| 8. Климовички           | 1543       | 24 153              | гр. Климовичи          | 16 187              | 124                           |                                          |
| 9. Кличевски            | 1800       | 14 691              | гр. Кличев             | 7575                | 91                            |                                          |
| 10. Костюковички        | 1494       | 22 542              | гр. Костюковичи        | 15 956              | 160                           |                                          |
| 11. Краснополски        | 1223       | 9217                | сгт Краснополе         | 5757                | 109                           |                                          |
| 12. Кричевски           | 778        | 31 298              | гр. Кричев             | 25 704              | 104                           |                                          |
| 13. Круглянски          | 882        | 13 573              | гр. Круглое            | 7530                | 65                            |                                          |
| 14. Могильовски         | 1895       | 39 667              | гр. Могильов           |                     | -                             |                                          |
| 15. Мстиславски         | 1333       | 20 400              | гр. Мстиславъл         | 10 281              | 95                            |                                          |
| 16. Осиповички          | 1947       | 46 723              | гр. Осиповичи          | 30 951              | 136                           | Елизово, Татарка                         |
| 17. Славгородски        | 1358       | 12 651              | гр. Славгород          | 7828                | 70                            |                                          |
| 18. Хотимски            | 859        | 10 218              | сгт Хотимск            | 6185                | 207                           |                                          |
| 19. Чауски              | 1471       | 17 907              | гр. Чауси              | 10 481              | 41                            |                                          |
| 20. Чериковски          | 1020       | 12 960              | гр. Чериков            | 8071                | 77                            |                                          |
| 21. Шкловски            | 1333       | 26 848              | гр. Шклов              | 16 240              | 40                            |                                          |